# Svante Pääbo
Svante Pääbo (Oscar Parish, 1955. április 20. –) Nobel-díjas svéd genetikus, a paleogenetika egyik megalapítója. A Lipcsei Egyetem címzetes professzora.

## Élete
1977 és 1980 között az Uppsalai Egyetemen orvostudományt tanult. A Zürichi Egyetemen, Londonban, a Kaliforniai Egyetemen Berkeleyben, a Lajos–Miksa Egyetemen Münchenben dolgozott. 1999 óta a lipcsei Max Planck Evolúciós Antropológiai Intézet munkatársa. Az intézetben egy korábban ismeretlen emberi elődöt a gyenyiszovai embert is felfedezéseinek lehet köszönni.
2022-ben orvosi-élettani Nobel-díjat kapott a neandervölgyi ember genomjának szekvenálásáért, és egy új tudományág, a paleogenetika megalapításáért. Az általa megalkotott tudományág kutatási területe, hogy a fosszíliákból és őskori leletekből származó genetikai mintákat elemez és ebből a ma élő emberek és a kihalt ősök között lévő kapcsolatokat mutat ki.

## Publikációk (válogatás)
- Neanderthal Man: In Search of Lost Genomes
- New light shed on chimp genome
- Why humans are brainier than chimps
- Genome 'treasure trove'
- DNA clues to Neanderthals